# Lars Augustin Bång
Lars Augustin Bång, född 29 september 1806 i Gävle, död där 18 oktober 1853, var en svensk skeppsbyggmästare och redare.
Bång var son till Gävlefiskaren Lars Bång och Anna-Britta Åberg. Efter trivialskolan i Gävle arbetade han tillsammans med fadern som strömmingsfiskare utefter Ångermanlandskusten och övertog efter dennes död 1830 ensam fiskarfärderna. Vintertid ägnade han sig åt snickeriarbeten och skeppsbyggeri. En vändpunkt kom 1833, då Lars Augustin Bång för egen räkning byggde haxen Elisabeth för sina fiskarfärder. Fartyget visade sig vara för stort för att vara praktiskt som fiskebåt, varför han i stället kom att använda den för fraktfart. Fartyget visade sig väl lämpat för sin uppgift och efter detta kom flera handelsmän att beställa båtar från Bång. År 1838 blev han skeppsbyggmästare hos handelshuset Elfbrink & Luth och  (Wilhelm Elfbrink, 1813-70, och Gustaf Luth, 1800-63) och företog i samband med sin anställning en studieresa till Norrköping, där han studerade skeppsbyggeri. Han studerade parallellt matematik, främmande språk och skeppsbyggnadsteknik.
Tillsammans med kopparslagaren  John August Forssberg bildade han 1841 redarfirman Forssberg & Bång, som vid Lars Augustin Bångs död ägde elva fartyg om sammanlagt 1.625 läster. Från 1847 arrenderade han ensam Norra varvet i Gävle, som efter honom kom att kallas Bångska varvet. Sammanlangt lär han ha byggt över 100 fartyg, varibland det största, fullriggaren Sverige om 650 läster, färdigställt 1853, på sin tid var Sveriges största handelsfartyg. Andra större fartyg var Gevalia om 338 läster och Oskar I om 372 läster.
Lars Augustin Bång var gift med Elisabeth Wedin och far till Johan August Bång. Han avled hösten 1853 i kolera och ligger begravd på Gamla kyrkogården i Gävle.